# ساندي سانشيز
ساندي سانشيز (24 مايو 1994 - ) هو لاعب كرة قدم كوبي في مركز حراسة المرمى. شارك مع منتخب كوبا لكرة القدم.

## وصلات خارجية
- ساندي سانشيز على موقع قاعدة بيانات كرة القدم.إي يو (الإنجليزية)
- ساندي سانشيز على موقع ناشيونال فوتبول تيمز (الإنجليزية)
- ساندي سانشيز على موقع Soccerway.com (الإنجليزية)